# Howard J. Lucas
Howard Johnson Lucas (* 7. Juni 1885 in Marietta, Ohio; † 22. Juni 1963 in Pasadena, Kalifornien) war ein US-amerikanischer Chemiker. Er war eine wichtige Figur in der frühen Entwicklung der physikalischen organischen Chemie. Sein Lehrbuch Organic Chemistry galt als Standardwerk, nach ihm ist die Lucas-Probe zur Unterscheidung von primären, sekundären und tertiären Alkoholen benannt.

## Leben
Howard J. Lucas erwarb 1907 an der Ohio State University einen Bachelor und 1908 bei William McPherson ebendort einen Master. Sein nachfolgendes Studium an der University of Chicago mit dem Ziel eines Ph.D. (wahrscheinlich bei Julius Stieglitz) musste Lucas 1910 aufgeben, als sein Vater starb und die Familie in finanzielle Schwierigkeiten geriet. Stattdessen arbeitete er zunächst in der Lebensmittelüberwachung des U.S. Department of Agriculture, bevor er 1913 eine Stellung als Instructor am Throop College of Technology erhielt, aus dem 1920 das California Institute of Technology (CalTech) wurde. 1915 wurde Lucas am CalTech Associate Professor, 1940 erhielt er eine ordentliche Professur. 1955 wurde er emeritiert, war aber weiter wissenschaftlich aktiv.
Lucas’ letzte Veröffentlichung stammt aus dem Jahr 1957. Obwohl Zitationen für Lucas dort erst ab 1970 aufgeführt sind, hat er in der Datenbank Scopus einen h-Index von 22 (Stand Dezember 2024). William Gould Young und Saul Winstein gehörten zu seinen Schülern.
1925 wurde Howard Lucas in die American Association for the Advancement of Science gewählt, 1957 in die National Academy of Sciences. 1953 erhielt er ein Ehrendoktorat der Ohio State University und den George C. Pimentel Award in Chemical Education der American Chemical Society (ACS), deren Mitglied er seit 1909 war. 1931/32 war Lucas Chairman der Sektion Südkalifornien der ACS.